# 휴얼 하우저
휴얼 하우저(영어: Huell Howser, 1945년 10월 18일 ~ 2013년 1월 7일)는 미국의 방송인, 배우이다. 캘리포니아주의 자연문물을 탐구하는 TV 프로그램 《캘리포니아의 황금》(California's Gold) 제작자 겸 진행자로 활동했다. 2013년 전립선암으로 사망했다.